# Amiral Gorchkov (frégate)
Pour les autres navires du même nom, voir Amiral Gorchkov.
L'Admiral Flota Sovetskogo Soyouza Gorchkov (russe : Адмира́л фло́та Сове́тского Сою́за Горшко́в) ou simplement Amiral Gorchkov, est une frégate,  navire de tête de sa classe en service dans la marine russe.
Sa quille est posée au chantier naval Severnaïa Verf à Saint-Pétersbourg le 1er février 2006, il est lancé le 29 octobre 2010 et il devait rejoindre la marine russe pour la première fois en novembre 2013. Cependant, des problèmes avec la livraison d'artillerie navale principale, un incendie de moteur et les tests du système de défense aérienne S-350E (en) du navire ont retardé la date de mise en service à plusieurs reprises. Le navire est finalement mis en service le 28 juillet 2018 au sein de la flotte du Nord russe. Le navire porte le nom du héros de l'Union soviétique Sergueï Gorchkov. Avec le numéro de fanion 454 (auparavant 417), l'Amiral Gorchkov fait partie de la 43e division de navires lance-missiles basée à Severomorsk.

## Historique
Du 23 au 25 décembre 2017, l'Amiral Gorchkov mène des essais en mer près des eaux britanniques en mer du Nord, où il est suivi par le HMS St Albans.
Le 28 juillet 2018, l'Amiral Gorchkov intègre officiellement la marine russe, la veille de ses débuts lors du défilé principal de la journée navale à Saint-Pétersbourg,. Au total, le navire effectue 16 exercices de tir pendant toute la durée de ses essais d'état.
Lors de son premier déploiement à distance, l'Amiral Gorchkov parcourt quelque 35 000 milles marins dans ce qui s'avère être le premier tour du monde effectué par la marine russe depuis le voyage de Stepan Makarov de 1886 à 1889 à bord de la corvette Vityaz. Accompagné du pétrolier moyen Kama, du navire de soutien logistique Elbrus et du grand remorqueur océanique Nikolaï Tchiker, au cours de sa mission historique, l'Amiral Gorchkov visite les ports suivants : Djibouti (Djibouti), Colombo (Sri Lanka), Qingdao (Chine), Vladivostok (Russie), Puerto Bolívar (Équateur), La Havane (Cuba), Praia (Cap-Vert) et Kronstadt (Russie), avant de retourner à son port d'attache de Severomorsk. Le long voyage de 175 jours s'est déroulé du 26 février au 19 août 2019. Sur sa route de retour, il prend également part au grand exercice naval "Ocean Shield 2019" de la marine russe organisé en mer Méditerranée, considéré comme le plus important mené par la Russie post-soviétique, où quelque 70 navires de guerre, sous-marins et navires auxiliaires ont participé.
Début janvier 2020, l'Amiral Gorchkov teste le missile de croisière antinavire hypersonique 3M22 Zircon depuis la mer de Barents, dans le cadre des essais d'État du missile. C'est la première fois que ce type de missile est lancé à partir d'un navire de guerre. Des lancements supplémentaires du missile Zircon ont eu lieu en octobre, novembre et décembre. Tous les tests s'avéreront concluants.
Le 19 février 2021, l'Amiral Gorchkov entre dans la mer de Barents pour des exercices. Il y mène des exercices anti-sous-marins et de défense aérienne en compagnie du remorqueur Altay. Le 24 mars, la frégate lance un missile Oniks, accompagnée du brise-glace Ilya Mouromets, du ravitailleur Elbrus et du remorqueur MB-110, tandis que les navires hydrographiques Romuald Mouklevitch, Nikolaï Skosyrev, Aleksandr Makorta et le navire anti-saboteur Valery Fedyanin est également actif dans la mer de Barents au même moment.
Le 28 mai 2022, l'Amiral Gorchkov mène un test de missile Zircon 3M22 en mer de Barents sur une cible en mer Blanche. Le 4 juin, il opère en mer de Barents au cours d'opérations en compagnie d'hélicoptères. La frégate participe au défilé de la journée de la marine russe le 31 juillet à Saint-Pétersbourg. Le même jour, le président russe Vladimir Poutine annonce que le navire sera le premier bâtiment russe armé de missiles Zircon. Le navire passe en maintenance à l'usine marine de Kronstadt jusqu'en novembre. Le 23 novembre, il effectue des tirs avec le complexe de missiles Redut en mer Baltique. Le 9 décembre 2022, il navigue le long de la côte norvégienne, retournant finalement à Severomorsk le 11 décembre.
Fin décembre 2022, l'Amiral Gorchkov se prépare à reprendre du service début janvier 2023, armé de ses nouveaux missiles hypersoniques Zircon. Le 4 janvier 2023, il entame un voyage qui l'enverra traverser les océans Atlantique et Indien, ainsi que la mer Méditerranée. Le 14 février, la frégate accoste au Cap avant les exercices prévus avec la marine chinoise et la marine sud-africaine. L'exercice débute le 18 février et implique l'Amiral Gorchkov, le pétrolier Kama de la marine russe ainsi que le destroyer Huainan (en), la frégate Rizhao (en) et le navire de soutien Kekexilihu de la marine chinoise. Plusieurs navires de la marine sud-africaine annoncent leur participation, notamment la frégate Mendi (en) ainsi que le patrouilleur de la classe Warrior (en) et le navire d'étude hydrographique SAS Protea.
Par la suite, en mars, l'Amiral Gorchkov et le Kama sont engagés dans des exercices conjoints avec les marines chinoise et iranienne dans le golfe d'Oman. Début avril 2023, la frégate fait la une des journaux lors de son accostage dans le port saoudien de Djeddah, ce qui n'était pas arrivé  depuis près d'une décennie. Le navire entre ensuite en Méditerranée et accoste dans l'installation navale russe à Tartous. En juin 2023, la frégate est toujours signalée en Méditerranée, participant à une opération de sauvetage dans les eaux grecques. La frégate visite l'Algérie en Méditerranée et retourne à son port d'attache dans la péninsule de Kola en septembre 2023. En novembre 2024, le navire est victime d'un incendie au sud de Chypre.